# 謝台卿
謝台卿（1555年—？），字登之，號韋紳，福建泉州府晉江縣人，明朝政治人物，同進士出身。

## 生平
萬曆四年（1576年）丙子科福建鄉試第五十五名，萬曆八年（1580年）庚辰科會試第一百九十二名，第三甲第二百零一名進士。吏部觀政，九年授宁国府学教授，授教宛陵，分闈京畿。十一年升国子监助教，十五年任大理寺評事，十六年升寺副，十八年升寺正，差雲貴恤刑。万历二十年，升任韶州府知府，任內裁冗費，省刑罰，抑豪右，汰髡緇。万历二十年七月，傳教士利玛窦所處的韶州天主教堂遭受袭击，谢台卿下令韶州推官黄华秀徹查，並惩罚肇事者。谢台卿更應瞿汝夔之请，特意在教堂门口贴上告示，宣布自己是其保护人。万历二十六年（1598年），调任广西副使，分巡桂林整饬永宁等处兵备兼抚夷道。皆有惠績。三年內四次被人舉薦，二十九年升任陕西苑馬寺卿兼按察司佥事。三十二年（1604年）丁外艱歸，壽至八十餘歲。著有《诗经课子衍义》三卷、《膳志》、《狱志》、《书经释》、 《图书》、《文征》等。

## 家族
曾祖謝暲、祖父謝繼宗、父謝九思。母王氏、繼母蔡氏。具庆下有兄謝吉卿，海鹽縣知縣。